# The Glass Cage (film 1955)
The Glass Cage è un film del 1955 diretto da Montgomery Tully.
È un film giallo britannico con John Ireland, Honor Blackman e Geoffrey Keen. È basato sul romanzo del 1945 The Outsiders di A. E. Martin.

## Trama
Harry Stanton, impresario del mondo dello spettacolo, uccide la figlia di un noto proprietario di circo, tale Rena Maroni, che aveva minacciato di rendere nota qualche malefatta non ben specificata da lui commessa. L'affare pare connesso alle lettere ricattatorie che Rena (anche qui, per motivi non specificati) aveva scritto all'allibratore Tony Lewis, che a sua volta aveva reso informato del ricatto il suo migliore amico Pel Pelham. Quella notte, nell'appartamento sottostante quello della defunta, occupato dai coniugi Sapolio, è in corso un ricevimento per festeggiare il ritorno alle scene del fenomeno da baraccone Henri Sapolio, l'uomo che deteneva il singolare record del maggior numero di giorni passati senza nutrirsi.
Alla festa è presente Pel Pelham – anch'egli impresario circense – che si sarebbe occupato di mettere in scena il prossimo evento di Sapolio, nel quale egli avrebbe provato ad infrangere il suo proprio primato e a rimanere digiuno per più di 65 giorni, secluso in una struttura di vetro (contenente un'adeguata scorta di gazzosa svizzera sorbendo la quale Sapolio si sarebbe mantenuto in vita) allestita sotto un tendone, separata dall'esterno se non fosse per una sottile fessura attraverso la quale avrebbe ricevuto lettere a lui indirizzate dal pubblico pagante che – strano ma vero – affollava il luogo. Quando qualche ospite del ricevimento scopre l'assassinio della Maroni interviene l'ispettore Lindley, che reputa tutti gli invitati egualmente sospetti, mentre Pel Pelham – che collabora, in parte, con la polizia - è convinto che l'omicida sia Tony Lewis.
Tale convinzione viene meno quando Tony Lewis stesso viene trovato morto, evidentemente eliminato – pensano Pelham e l'ispettore – dal vero assassino. E, poco tempo dopo, Sapolio stesso – che la sera della festa aveva visto un uomo entrare nell'appartamento della vittima, e non ne aveva fatto un mistero – viene trovato morto all'interno della sua "tomba" vitrea, dalla quale – sotto i morsi della fame – aveva cercato di evadere, procurandosi in tal modo ferite mortali col vetro spezzato (ma – a detta del coroner – precedentemente avvelenato da stricnina presente su una fetta di prosciutto – un piccolo inganno per recargli qualche nutrimento – passatagli attraverso la buca delle lettere). Dopo alterne vicende l'assassino, Harry Stanton, cade nel tranello organizzato dalla polizia, dalla quale – ormai palesemente rivelatosi come omicida – viene abbattuto.
Conclusa la vicenda, risulta che Marie, la vedova di Sapolio, deve pure guadagnarsi da vivere: è sempre Pel Pelham a reclamizzare, sotto lo stesso tendone, l'impresa della donna digiuna per più lungo tempo nella storia.

## Produzione
Il film, diretto da Montgomery Tully su una sceneggiatura di Richard H. Landau con il soggetto di A.E. Martin (autore del romanzo), fu prodotto da Anthony Hinds per la Hammer Film Productions e la Lippert Films e girato nei Bray Studios a Oakley Green, Berkshire e a Trafalgar Square, Londra,  in Inghilterra, da metà luglio 1954. Il titolo di lavorazione fu The Outsiders.

## Distribuzione
Il film fu distribuito nel Regno Unito dal 29 agosto 1955 dalla Exclusive Films. È stato distribuito anche in Stati Uniti d'America con il titolo The Glass Tomb dal 15 aprile 1955.

## Promozione
La tagline è: "JAGGED EDGE OF VIOLENCE!...THAT SHATTERS THE SCREEN WITH SUSPENSE!" (locandina per la distribuzione statunitense con il titolo The Glass Tomb).